# Take a Look Around (album)
Take a Look Around – debiutancki album studyjny amerykańskiego rapera Masta Ace’a (wtedy znanego pod pseudonimem Master Ace), wydany 14 lipca 1990 roku nakładem wytwórni Cold Chillin’ Records.
Album został wyprodukowany przez dwóch producentów, Marley Marla oraz Mister Cee i zadebiutował na 38. miejscu notowania Top R&B/Hip-Hop Albums.

## Lista utworów
Opracowano na podstawie źródła.
| #  | Tytuł                               | Producent   | Sample | Czas |
| -- | ----------------------------------- | ----------- | --- | ---- |
| 1  | "Music Man"                         | Marley Marl | - "Nothing is the Same" w wykonaniu Grand Funk Railroad                                                                               | 4:04 |
| 2  | I Got Ta                            | Mister Cee  | - "Talkin Loud and Sayin' Nothing" w wykonaniu Jamesa Borwna                                                                          | 4:23 |
| 3  | "Letter To The Better" (Remix)      | Marley Marl | | 3:15 |
| 4  | "Me & The Biz"                      | Marley Marl | - "The Message" w wykonaniu Cymande                                                                                                   | 5:14 |
| 5  | "The Other Side Of Town"            | Marley Marl | - "The Other Side of Town" w wykonaniu Curtisa Mayfielda - "UFO" w wykonaniu ESG - "Get out of My Life, Woman" w wykonaniu Lee Dorsey | 4:56 |
| 6  | "Ace Iz Wild"                       | Marley Marl | - "Escape-ism" w wykonaniu Jamesa Browna                                                                                              | 4:52 |
| 7  | "Four Minus Three"                  | Marley Marl | - "Hard to Handle" w wykonaniu Otisa Reddinga                                                                                         | 3:56 |
| 8  | "Can't Stop The Bumrush"            | Mister Cee  | - "Get Up Offa That Thing" w wykonaniu Jamesa Browna - "Razor Blade" w wykonaniu Little Royal & the Swingmasters                      | 5:03 |
| 9  | "Movin' On"                         | Marley Marl | | 4:31 |
| 10 | "Brooklyn Battles"                  | Marley Marl | - "If You Let Me" w wykonaniu Eddiego Kendricksa                                                                                      | 3:53 |
| 11 | "Maybe Next Time"                   | Marley Marl | | 4:40 |
| 12 | "Postin' High"                      | Mister Cee  | - "Street Life" w wykonaniu The Crusaders                                                                                             | 4:54 |
| 13 | "As I Reminisce" (gośc. Ice U Rock) | Mister Cee  | - "N.T." w wykonaniu Kool and the Gang - "One Man Band" w wykonaniu Monk Higgins & the Specialites                                    | 5:06 |
| 14 | "Take A Look Around"                | Marley Marl | - "The Revolution Will Not Be Televised" w wykonaniu Gila Scott-Herona i Briana Jacksona                                              | 4:30 |
| 15 | "Together"                          | Marley Marl | - "Do You Have the Time" w wykonaniu The Younghearts - "One Man Band" w wykonaniu Monk Higgins & the Specialites                      | 5:38 |

## Notowania
Album
| Notowanie              | Pozycja |
| ---------------------- | ------- |
| Top R&B/Hip-Hop Albums | 38      |

Single
| Rok  | Utwór          | Hot R&B/Hip-Hop Songs | Hot Rap Singles |
| ---- | -------------- | --------------------- | --------------- |
| 1990 | "Music Man"    | —                     | 13              |
| 1990 | "Me & The Biz" | 47                    | 8               |